# Ranko Žeravica
Ranko Žeravica (Novo Milosevo, Serbia, 17 de noviembre de 1929-Belgrado, 29 de octubre de 2015) fue un jugador y entrenador de baloncesto serbio.

## Biografía
Nació en el pueblo de Dragutinovo (antes de que se fusionó con Beodra en Novo Milosevo) el 17 de noviembre de 1929. la educación de Žeravica empezó en su pueblo y continuó en Kikinda donde viajó cada día en tren. Su familia provenía de Herzegovina por ascendencia, habiéndose trasladado a la zona de Mošorin varias generaciones antes de su nacimiento, convirtiéndose en agricultores ricos y propietarios de tierras.

### Carrera
Desarrolló una larga carrera como entrenador en diversos clubes de Yugoslavia, España e Italia, aunque sus mayores éxitos los logró como entrenador de la Selección de baloncesto de Yugoslavia, con la que obtuvo dos medallas olímpicas (oro en Moscú 80) y tres en los Mundiales, que consiguió ganar en 1970.

### Problemas de salud y fallecimiento
Ranko Žeravica tenía una historia de problemas cardíacos. En 2009 sufrió un ataque al corazón y tuvo una operación de corazón. A principios de 2015 fue ingresado en el hospital debido a dolor en el pecho y se le diagnosticó un infarto leve. Él tuvo una cirugía de stent coronario y pronto fue dado de alta del hospital. Žeravica murió a la edad de 85 años el 29 de octubre de 2015 en su casa de Belgrado.

## Trayectoria como entrenador
- Radnicki Belgrado (Yugoslavia)
- 1971-1974: Partizan Belgrado (Yugoslavia)
- 1974-1976: FC Barcelona (España)
- 1976-1978: Partizan Belgrado (Yugoslavia)
- 1978-1980: KK Pula (Yugoslavia)
- 1980-1986: Estrella Roja Belgrado (Yugoslavia)
- 1986-1987: Partizan Belgrado (Yugoslavia)
- 1987-1989: CB Zaragoza (España)
- 1989-1990: Irge Desio (Italia)
- 1990-1991: Filodoro Napoli (Italia)
- 1990-1991: CB Conservas Daroca (España)
- 1991-1992: Slobodna Dalmacija (Yugoslavia)
- 1993-1994: Onix Caserta (Italia)
- 1995-1996: Partizan Belgrado (Yugoslavia)
- 1996-1997: Estrella Roja Belgrado (Yugoslavia)
- 2002-2003: CAI Zaragoza (España)